# Bacchisa penicillata
Bacchisa penicillata là một loài bọ cánh cứng trong họ Cerambycidae.